# The Artist Collective
L'Artist Collective è stata una stable di wrestling attiva in WWE tra il 2019 e il 2020, composta da Cesaro, Sami Zayn e Shinsuke Nakamura.

## Storia
Ad Extreme Rules, Shinsuke Nakamura ha sconfitto Finn Balor vincendo l'Intercontinental Championship. Nell'episodio del 20 agosto di SmackDown, Nakamura ha formato un'alleanza con Sami Zayn durante il segmento televisivo di The Miz, durante il quale Zayn si è rivelato essere il suo portavoce ufficiale a causa del debole inglese di Nakamura. Zayn ha aiutato Nakamura a mantenere il titolo contro The Miz a Clash of Champions. Poco dopo, Cesaro si è unito a Zayn e Nakamura come loro alleato mentre occasionalmente faceva squadra con Nakamura. Nell'episodio dell'8 novembre di SmackDown, Cesaro e Nakamura hanno sconfitto Ali e Shorty G in un tag team match. Il duo ha sfidato senza successo The New Day (Big E e Kofi Kingston) per gli SmackDown Tag Team Championship nell'episodio di SmackDown del 29 novembre. Durante la fine dell'anno, il trio iniziò a litigare con Braun Strowman, che iniziò a perseguire il titolo intercontinentale di Nakamura. Hanno perso contro Strowman e il New Day in un match tag team a sei uomini nell'episodio di SmackDown del 27 dicembre, successivamente Cesaro e Nakamura hanno perso contro Strowman ed Elias in un match tag team nell'episodio di SmackDown del 24 gennaio 2020. Strowman si è guadagnato una un'opportunità al titolo detenuto da Nakamura sconfiggendolo in un match non titolato nell'episodio del 10 gennaio di SmackDown. Nell'episodio del 31 gennaio di SmackDown, Nakamura ha perso il titolo in favore di Strowman. A Elimination Chamber, Zayn, Cesaro e Nakamura hanno sconfitto Strowman in un handicap match 3 contro 1, con Zayn che ha schienato Strowman vincendo il titolo intercontinentale. Poco dopo, Zayn iniziò a litigare con Daniel Bryan e con Drew Gulak. Nell'episodio del 20 marzo di SmackDown, il gruppo è stato chiamato The Artist Collective con Cesaro e Nakamura che hanno perso contro Bryan e Gulak in un tag team match. La settimana successiva, a SmackDown, Gulak ha sconfitto Nakamura per far guadagnare a Bryan, un match titolato per il titolo intercontinentale detenuto da Zayn.  A WrestleMania 36, Cesaro ha sconfitto Gulak nel kickoff dello show, mentre Zayn ha difeso con successo il suo titolo contro Bryan, con l'aiuto di Nakamura e Cesaro. Successivamente, Zayn è scomparso dalle registrazioni televisive dopo la difesa del titolo e si è astenuto dal competere durante la pandemia COVID-19.
Cesaro e Nakamura hanno formato alleanze temporanee con King Corbin e Mojo Rawley durante l'assenza di Zayn. Durante l'episodio del 17 aprile di SmackDown, Cesaro non è riuscito a qualificarsi per il ladder match Money in the Bank perdendo contro Daniel Bryan.  Il 12 maggio, Zayn è stato privato del titolo intercontinentale ed è organizzato un torneo per determinare un nuovo campione, nel quale Nakamura ha perso contro A.J. Styles nei quarti di finale durante l'episodio del 22 maggio di SmackDown. Nell'episodio del 12 giugno di SmackDown, Cesaro e Nakamura hanno sconfitto gli SmackDown Tag Team Champions, il New Day in un match senza titolo in palio, ciò gli è valso uno SmackDown Tag Team Championship match contro il New Day il 10 luglio nell'episodio di SmackDown, che si è concluso in un no contest.  Cesaro e Nakamura successivamente si sono guadagnati vittorie su Big E e Kofi Kingston rispettivamente in match singoli. A The Horror Show at Extreme Rules, Cesaro e Nakamura hanno vinto i titoli, dando così inizio al loro regno. Hanno difeso con successo i titoli contro i Lucha House Party (Gran Metalik e Lince Dorado) nell'episodio del 21 agosto di SmackDown. Zayn è tornato dalla pausa nella puntata del 28 agosto di SmackDown, riunendosi con Cesaro e Nakamura nel backstage; tuttavia, Cesaro lo ha cacciato via dagli spogliatoi in modo che lui e Nakamura potessero avere qualche discussione da soli, rimuovendo così Zayn dal gruppo. Cesaro e Nakamura hanno continuato il loro tag team mantenendo i titoli contro i Lucha House Party a Clash of Champions. Hanno perso i titoli contro The New Day (Kofi Kingston e Xavier Woods) nell'episodio del 9 ottobre di SmackDown. A TLC: Tables, Ladders & Chairs, The Artist Collective si è riunito ufficialmente quando Cesaro, Nakamura e Zayn hanno collaborato con King Corbin contro Big E, Daniel Bryan, Chad Gable e Otis in un tag team match a otto uomini che hanno perso. Nell'episodio di SmackDown del 29 gennaio 2021, Nakamura ha aiutato Big E e Daniel Bryan a sconfiggere Cesaro, AJ Styles e Sami Zayn, sciogliendo così la loro squadra.

## Nel wrestling

### Mosse finali
- Cesaro
  - Cradle lift belly to back inverted mat slam
- Sami Zayn
  - Running big boot su un avversario in piedi all'angolo
- Shinsuke Nakamura
  - Knee strike alla testa

### Musiche d'ingresso
- Shadows of a Setting Sun degli Shadows of the Sun

## Titoli e riconoscimenti
- - WWE SmackDown Tag Team Championship (1) – Cesaro (1) e Shinsuke Nakamura (1)